# Chaimaa Fouzia Aouissi
Chaimaa Fouzia Aouissi, née le 18 juin 1997 à Oran, est une lutteuse algérienne.

## Carrière
Chaimaa Fouzia Aouissi est médaillée d'argent dans la catégorie des moins de 60 kg aux Jeux africains de plage de 2023 à Hammamet, s'inclinant en finale face à la Nigériane Esther Kolawole, ainsi qu'aux Jeux méditerranéens de plage de 2023 à Héraklion.
Elle évolue dans la catégorie des moins de 57 kg, remportant la médaille d'argent aux Championnats d'Afrique de lutte 2024 à Alexandrie  et la médaille d'or aux Championnats d'Afrique de lutte 2025 à Casablanca.